# Głowy Republiki Adygei

## Historia urzędu
Po rozpadzie ZSRR Adygeja stała się autonomiczną republiką w składzie Federacji Rosyjskiej. W styczniu 1992 prezydentem republiki został Asłan Dżarimow. 13 stycznia 2002 urząd prezydenta Adygei objął Chazret Sowmien.
Ten, w 2006 roku podał się do dymisji.
6 grudnia 2006 Władimir Putin przedłożył do rozpatrzenia parlamentowi Adygei kandydaturę Asłanczerija Tchakuszynowa, dotychczasowego rektora Majkopskiego Uniwersytetu Technologicznego. Jako swojego kandydata na nowego prezydenta Adygei zarekomendowała go Jedna Rosja. 13 grudnia 2006 Tchakuszynow został w tajnym głosowaniu zaakceptowany przez Chase, zdobywając 50 głosów na 53 uczestniczących w głosowaniu deputowanych. 13 stycznia 2007 odbyła się ceremonia inauguracji prezydentury Tchakuszynowa. W obecności przedstawicieli wielu regionów Federacji, a także Asłana Dżarimowa, pierwszego prezydenta Adygei, Tchakuszynow złożył przysięgę w języku rosyjskim oraz adygejskim oraz otrzymał od Dmitrija Kozaka potwierdzenie objęcia przez niego urzędu wraz z pieczęcią prezydencką. 
Od 20 kwietnia 2011 na czele Republiki Adygei stoi głowa republiki.

### Lista głów republiki
- Asłan Dżarimow 1992-2002
- Chazret Sowmien 2002-2007
- Asłanczerij Tchakuszynow 2007-2017
- Murat Kumpiłow 2017-

1. ↑  ЭПС Система ГАРАНТ